# 11003 Андронов
11003 Андро́нов (1979 TT2, 1978 JO3, 1979 WQ1, 1987 MF, 11003 Andronov) — астероїд головного поясу, відкритий 14 жовтня 1979 року.
Тіссеранів параметр щодо Юпітера — 3,376.